# Desur
Desur es una ciudad y nagar Panchayat situada en el distrito de Tiruvannamalai en el estado de Tamil Nadu (India). Su población es de 4597 habitantes (2011).

## Demografía
Según el censo de 2011 la población de Desur era de 4597 habitantes, de los cuales 2246 eran hombres y 2351 eran mujeres. Desur tiene una tasa media de alfabetización del 83,11%, superior a la media estatal del 80,09%: la alfabetización masculina es del 92,06%, y la alfabetización femenina del 74,64%.